# Benvenuto Stracca
Benvenuto Stracca (Ancona, 1509 – Ancona, 1578) fue un jurista y economista italiano. Es considerado el fundador del Derecho mercantil, al separar, éste, del derecho civil y del derecho canónico.

## Biografía
Stracca solía citar el dicho "El mundo es patria común para todos", tomado del filósofo del siglo I d. C., Gayo Musonio Rufo.
Fue abogado en Ancona y ocupó varios cargos públicos importantes, entre ellos el de podestà del municipio de Ascoli Piceno. Murió en Ancona y fue enterrado en la iglesia de San Francisco alle Scale. Durante toda su vida Stracca vive y trabaja en este municipio y se familiariza rápidamente con la práctica mercantil de la época. Él mismo viene de una familia enriquecida con el comercio, su padre fue notario y ejerció numerosos cargos públicos. El joven Benvenuto fue educado por el humanista español Ambrosio Nicandro en la cultura humanística y clásica, de la cual es un gran conocedor.
En Italia, en su ciudad natal, se le dedicó la plaza frente a la sede municipal, el Palacio de los Ancianos. Además, en Ancona, se dedicó a Stracca el Real Instituto Técnico Comercial para contadores, que todavía existe como instituto de educación superior. Más recientemente, con motivo de la celebración del aniversario de su muerte, el 29 de marzo de 1980, fue recordado en un congreso cuyos actos fueron publicados por la Academia de Ciencias, Letras y Artes de las Marcas. En febrero de 2013 se celebró el congreso Ex antiquitate renascor en honor a Stracca.

## Obra
Stracca es conocido por ser de los primeros en separar el derecho comercial del derecho civil y del derecho canónico.

"De assecurationibus", 1569 (Fondazione Mansutti, Milán)

En 1553 escribió el Tratado De Mercatura sive de Mercatore. La obra está dividida en ocho partes, siendo relevantes aquellas relacionadas con la bancarrota y el derecho marítimo:
- Comercio en general: definición del concepto de mercader, distinción entre comercio y artesanía.
- Deberes de los mercaderes: normativa estatutaria, mantenimiento de los libros comerciales.
- Capacidades necesarias para ejercer el comercio: limitaciones generales y especiales a la capacidad de actuar, que afectan al momento de inscripción en la matricula mercatorum.
- Cosas que pueden ser objeto de comercio: la identificación de ellas se realiza en negativo (mediante la exclusión de las res extra commercium).
- Contratos mercantiles: mandato, hipoteca, apuestas (estas últimas incluyen los seguros o sponsiones).
- Comercio marítimo: esta parte, bastante extensa, trata del derecho marítimo (responsabilidad del capitán, fletamento, libertad de navegación, etc.).
- Cese de la actividad mercantil: por muerte, por voluntad del mercader, por su interdicción penal, por bancarrota.
- Procedimientos de los tribunales mercantiles.[5]

En 1569 publicó el Tractatus de assecurationibus, donde, para aclarar el intrincado tema de los seguros, comentó una póliza tipo de los mercaderes anconitanos de la época, tomada como modelo. A partir de 1592, bajo el título de De mercatura decisiones et tractatus varii, también se publicó una recopilación de tratados, catalogada bajo el nombre de Benvenuto Stracca, ya que en ella figuran tres de sus obras. Este conjunto de escritos se abre con las Decisiones Rotae Genuae de mercatura, seguidas por los tratados de Stracca y otras veintiséis obras de eminentes juristas desde el siglo XIII en adelante.

"De mercatura decisiones", 1622 (Fondazione Mansutti, Milano).

Benvenuto Stracca no solo fue de los primeros en considerar el derecho comercial como un conjunto de normas distintas del derecho civil, sino que ofreció una elaboración orgánica tanto desde el punto de vista práctico como teórico, y lo presentó de manera sistemática. Aunque admirador del derecho romano y defensor de su observancia, Stracca consideró a menudo necesario preferir, como hicieron muchos otros juristas de la época, los usos y estatutos locales más adecuados a las nuevas necesidades de la vida social.
Los tratados de Stracca tuvieron una amplia difusión, en parte porque fueron escritos en latín, la lengua empleada por las personas instruidas, especialmente los juristas, a nivel internacional. Esto facilitó su circulación en el ámbito conocido de la época y contribuyó a la notoriedad tanto de las obras como de su autor, lo cual llevó a que los trabajos de Stracca fueran reeditados hasta el siglo XVIII. Las obras del jurista de Ancona perdieron gran parte de su influencia con la promulgación del Código Napoleónico y los diversos códigos nacionales.